# Colonia Montefiore
Colonia Montefiore o conosciuta semplicemente come Montefiore è una città dell'Argentina nella provincia di Santa Fe nel Dipartimento di Nueve de Julio. 
La località prende il nome da Moses Montefiore, un filantropo italo-inglese noto per il suo aiuto di ebrei perseguitati.

## Storia
La colonia fu fondata nel 1912 con l'arrivo di 200 famiglie di immigrati ebrei. Nel 1914 una grave inondazione causò l'esodo di metà della sua popolazione. Le ultime famiglie ebree arrivarono alla fine degli anni '30. Lo spopolamento avvenne negli anni '50, quando il miglioramento economico spinse molti abitanti a trasferirsi nella città di Cerere. Attualmente non ci sono più discendenti della colonizzazione ebraica dei primi del XIX secolo, ma restano la sinagoga, il cimitero ebraico e la sede dell'Associazione ebraica di colonizzazione.

## Popolazione
Ha 315 abitanti (Indec , 2010), che rappresenta una diminuzione rispetto ai 338 abitanti (Indec , 2001) dal censimento precedente.